# Nobilissima Gallorum Gens
Nobilissima Gallorum Gens è la tredicesima enciclica di papa Leone XIII, pubblicata l'8 febbraio 1884.
In questa enciclica, Leone XIII si rivolge al clero e ai fedeli della Francia. Pur non nascondendo le difficoltà che la Chiesa stava vivendo in Francia, e sottolineando il desiderio che « in Francia sia con gelosa cura ed inviolabilmente conservata la religione ricevuta dai maggiori », tuttavia il Papa non manca di invitare il clero e i cattolici francesi ad uscire dalla loro profonda ostilità nei confronti della Repubblica, sottolineando l'esigenza di una concordia tra potere civile e religioso, « mancando la quale [affermò] deve al tutto seguirne una cotal condizione di cose sempre incerta e mutabile, colla quale non è possibile che vada compagna una durevole tranquillità né della Chiesa né dello Stato ».
Questo invito ad accettare la Repubblica e il Governo repubblicano verrà ripreso con maggior vigore da Leone XIII nella Au milieu des sollicitudes del 1892.